# Kanton Noyelles-sous-Lens
Kanton Noyelles-sous-Lens (francouzsky Canton de Noyelles-sous-Lens) byl francouzský kanton v departementu Pas-de-Calais v regionu Nord-Pas-de-Calais. Tvořily ho tři obce. Zrušen byl po reformě kantonů 2014.

## Obce kantonu
- Billy-Montigny
- Fouquières-lez-Lens
- Noyelles-sous-Lens